# Baggao
Baggao is een gemeente in de Filipijnse provincie Cagayan op het eiland Luzon. Bij de laatste census in 2007 had de gemeente ruim 73 duizend inwoners.

## Geografie

### Bestuurlijke indeling
Baggao is onderverdeeld in de volgende 48 barangays:
| - Adaoag - Agaman - Agaman Norte - Agaman Sur - Alba - Annayatan - Asassi - Asinga-Via - Awallan - Bacagan - Bagunot - Barsat East - Barsat West - Bitag Grande - Bitag Pequeño - Bunugan | - C. Verzosa - Canagatan - Carupian - Catugay - Dabbac Grande - Dalin - Dalla - Hacienda Intal - Ibulo - Imurong - J. Pallagao - Lasilat - Mabini - Masical - Mocag - Nangalinan | - Poblacion - Remus - San Antonio - San Francisco - San Isidro - San Jose - San Miguel - San Vicente - Santa Margarita - Santor - Taguing - Taguntungan - Tallang - Taytay - Temblique - Tungel |

## Demografie
Baggao had bij de census van 2007 een inwoneraantal van 73.048 mensen. Dit zijn 6.784 mensen (10,2%) meer dan bij de vorige census van 2000. De gemiddelde jaarlijkse groei komt daarmee uit op 1,35%, hetgeen lager is dan het landelijk jaarlijks gemiddelde over deze periode (2,04%). Vergeleken met de census van 1995 is het aantal mensen met 12.988 (21,6%) toegenomen.

De bevolkingsdichtheid van Baggao was ten tijde van de laatste census, met 73.048 inwoners op 920,6 km², 65,2 mensen per km².